# Găvănești
Găvănești est une commune roumaine située dans le județ d'Olt.